# Латвія на літніх Олімпійських іграх 2008
Латвію на літніх Олімпійських іграх 2008 представляли 50 спортсменів у 11 видах спорту.

## Медалісти
| Медаль | Спортсмен         | Вид спорту     | Дисципліна    | Дата      |
| ------ | ----------------- | -------------- | ------------- | --------- |
| Золото | Маріс Штромбергс  | Велоспорт      | BMX           | 22 серпня |
| Срібло | Айнарс Ковальс    | Легка атлетика | Метання списа | 23 серпня |
| Бронза | Вікторс Щербатихс | Важка атлетика | Понад 105 кг  | 19 серпня |